# Sân đất nện

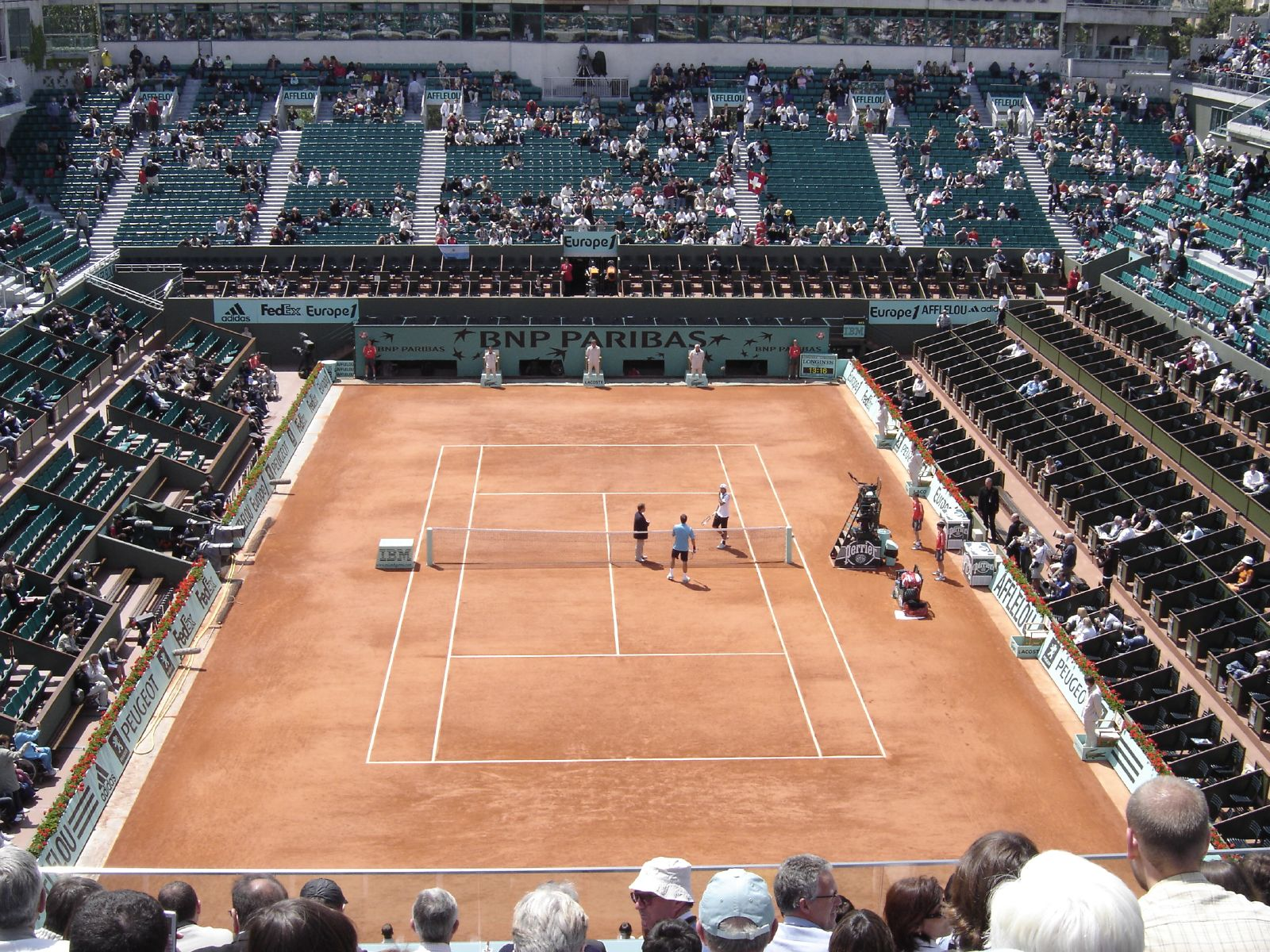
Sân Philippe Chatrier của Giải quần vợt Pháp Mở rộng được chơi trên mặt sân đất nện.

Sân đất nện là một trong những thể loại sân quần vợt.

## Đặc điểm
Sân đất nện được làm bằng đá hay gạch nghiền nát. Thường có màu đất đỏ. Loại sân này làm cho bóng nảy chậm và lên cao. Sân này thích hợp cho các tay vợt thích đứng cuối sân thay vì lên lưới và phải có nhiều kiên nhẫn vì một điểm đánh chậm và lâu. Đa số các sân đất nện là ở Châu Âu và Nam Mỹ.
Trong lịch sử các giải Grand Slam thì sân đất nện đã từng được sử dụng tại Giải quần vợt Mỹ Mở rộng từ năm 1975 đến năm 1977 và Giải quần vợt Pháp Mở rộng kể từ năm 1891.

## Các màu sân

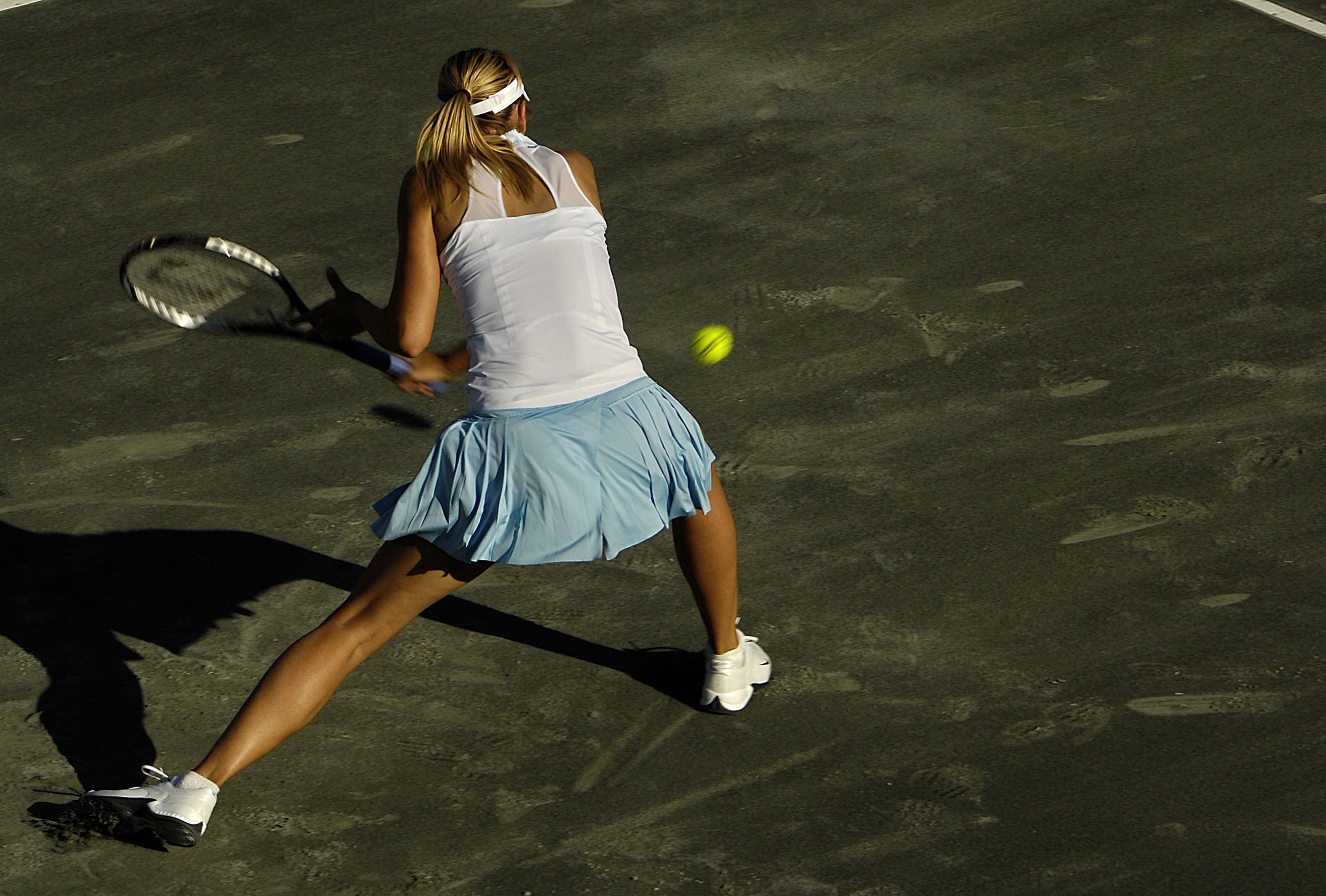
Maria Sharapova tại giải Family Circle Cup 2018, một giải quần vợt được chơi trên mặt sân đất nện xanh lá cây.

- Màu đỏ
- Màu xanh lá cây

## Vận động viên

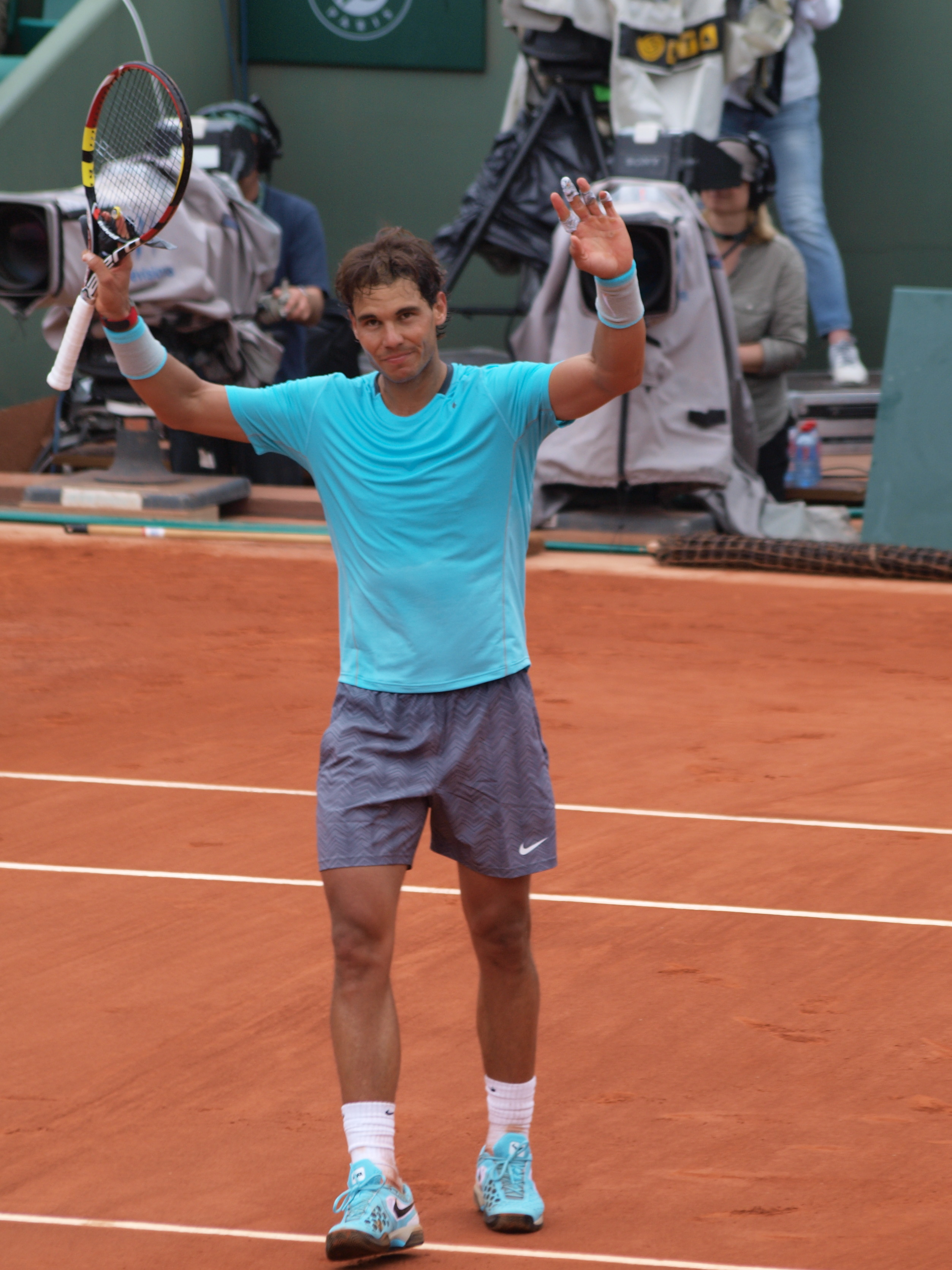
Rafael Nadal, được biết đến là "Ông vua sân đất nện."

Đến thời điểm hiện tại, vận động viên quần vợt người Tây Ban Nha Rafael Nadal được mệnh danh là "vua sân đất nện".
Trước đó, cũng có nhiều tay vợt sở trường mặt sân này là Thomas Muster, Gustavo Kuerten, và Juan Carlos Ferrero.